# Cueva de Noisetier
La cueva de Noisetier (en francés: Grotte du Noisetier, lit: Cueva del Avellano, también Grotte de Peyrère o Grotte de Serrat de la Toue), cuyo nombre popular se debe a los avellanos que crecen frente a su entrada, está situada en la ladera de una montaña a 145 m de altitud sobre el Valle de Aure, en el municipio de Ardengost, departamento de Altos Pirineos, en la región de Occitania, sur de Francia. Durante las excavaciones sistemáticas realizadas desde 1992 se descubrieron herramientas de piedra del Paleolítico Medio y artefactos atribuidos a la cultura musteriense neandertal, entre numerosos restos de fauna.

## Ubicación
Al abrigo de las calizas de Ardengost, que se elevan hasta los 1450 m, la cueva está situada a 825 m sobre el nivel del mar, en la vertiente occidental, y domina el valle del río Neste d'Aure, afluente del Garona. La cueva es una galería subhorizontal, orientada de norte a sur y su entrada se abre hacia el sur. Mide 20 m de longitud, de 3 a 4 m de anchura y de 3 a 6 m de altura.

### Geología
La Gruta está enclavada dentro de la Zona Axial Primaria Pirenaica como parte del macizo calcáreo de Ardengost, que contiene una rica microfauna de foraminíferos, braquiópodos y pólipos y elementos florales (algas). La edad de esta formación se revisó durante la excavación de 2004 basándose en este contenido paleontológico y se volvió a datar dentro del Carbonífero, desde el Viseense superior hasta el Serpukhoviense, hace unos 300 millones de años. Las partículas calcáreas de estos componentes orgánicos participaron en la formación de lodo micrítico, un constituyente calcáreo que permitió la formación de calizas sobre las que se desarrolló el karst local.

## Excavaciones
La presencia de restos paleohumanos en la cueva fue sugerida por primera vez en 1898 por Armand Viré, pero hasta 1985 no fue visitada de nuevo por el espeleólogo E. Casteret, quien informó al Servicio Regional de Arqueología del departamento de Midi-Pyrénées. En 1987 se llevó a cabo una primera operación de prospección bajo la dirección de Michel Allard con el fin de investigar el alcance y el impacto de décadas de extracciones ilegales. En 1992 y 1993 se llevaron a cabo dos sesiones de campo para evaluar la importancia arqueológica del yacimiento y determinar las medidas de protección adecuadas. La posterior excavación de sondeo de unos pocos metros cuadrados condujo al descubrimiento de varias capas culturales, relativamente ricas en vestigios líticos musterienses y restos faunísticos, y se determinó proteger permanentemente el yacimiento con una fuerte verja de barrotes en la entrada. Los resultados de esta campaña de salvamento permanecieron en su mayor parte inéditos. En unas pocas notas breves, el yacimiento se suele presentar como un lugar de ocupación temporal o un campamento de caza especializado en rebecos (Rupicapra pyrenaica) e íbices (pyrenaica pyrenaica). En 2004 se inició otra excavación de investigación interdisciplinar en el yacimiento, que dio lugar a una serie de nuevos descubrimientos, en algunos casos resultados contrarios a los anteriores. El descubrimiento de dientes juveniles de neandertal, por ejemplo, contradice la hipótesis del campamento de caza del yacimiento.

### Datación

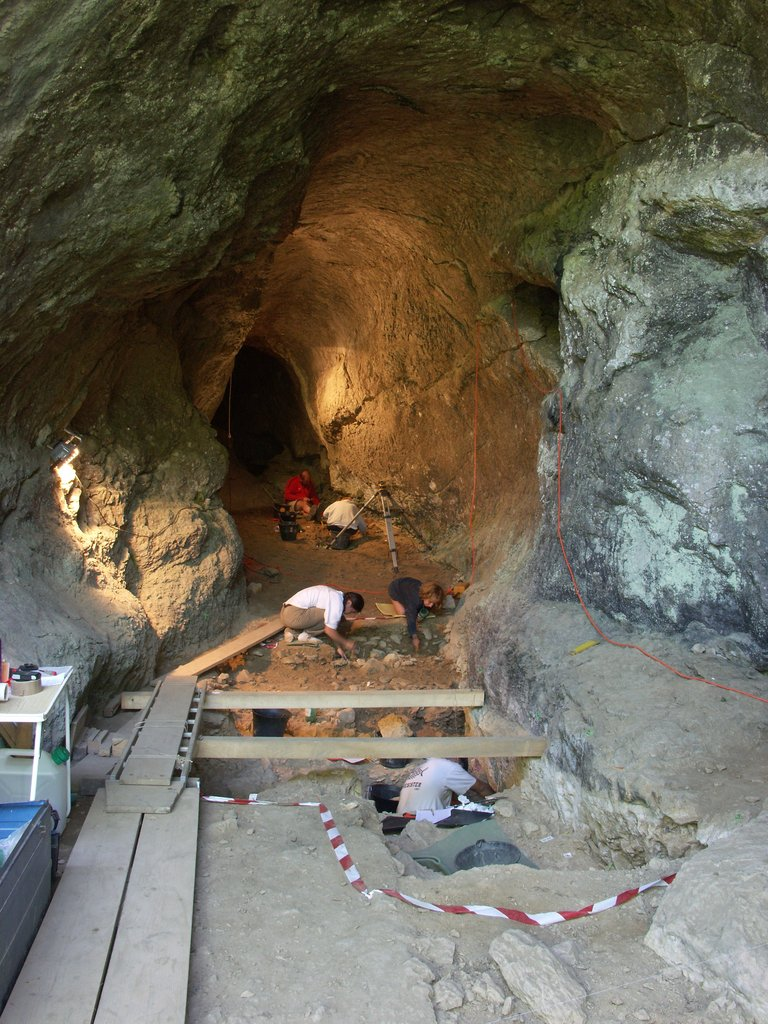

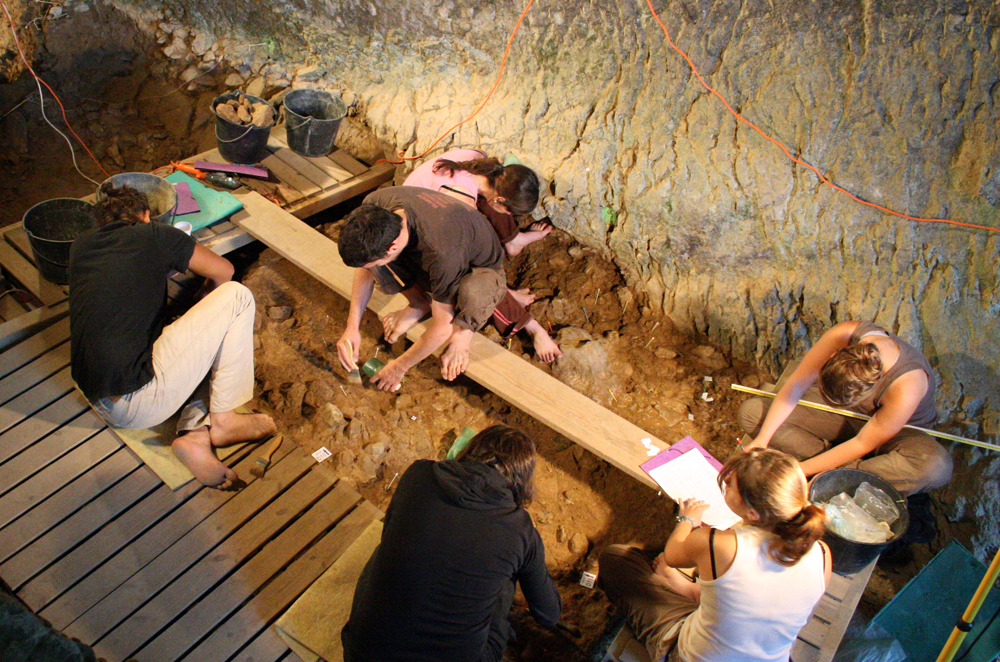
Excavación durante el verano de 2009

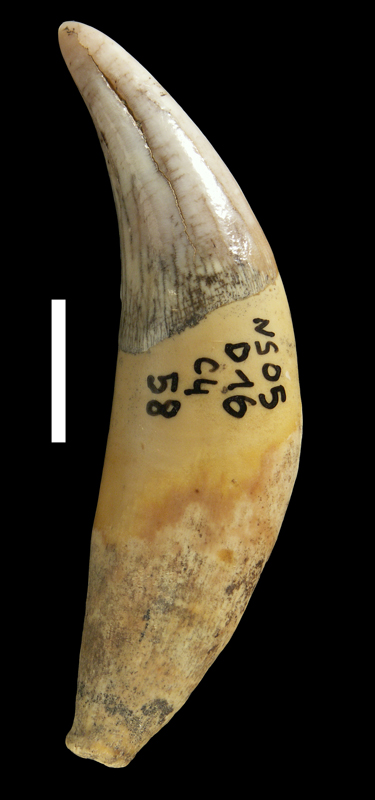
Canino de Panthera pardus, escala = 1 cm

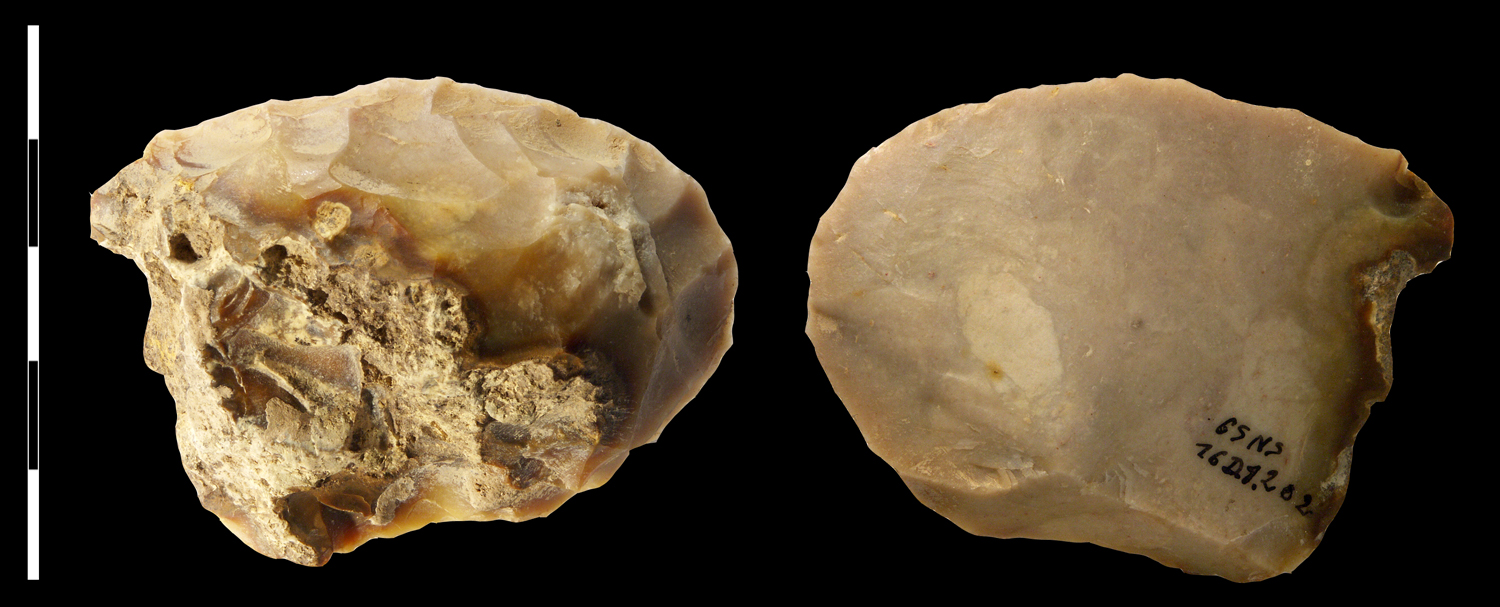
Raspador lateral de pedernal, escala en cm

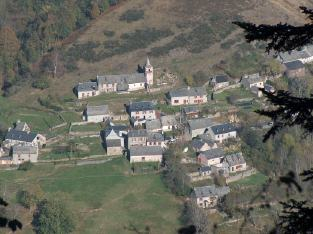
Pueblo de Ardengost, 17 habitantes en 2009

Las fechas obtenidas mediante el método de datación por carbono 14 indican un intervalo de entre 30.000 y 50.000 años para toda la secuencia arqueológica. Los datos biocronológicos de microfauna y animales de mayor tamaño, asociados por similitud a las capas del yacimiento de Combe-Grenal, permiten proponer una asignación de los depósitos durante el periodo interglaciar entre las glaciaciones Würm II y Würm III. Basándose en las fechas de radiocarbono AMS y en los datos biocronológicos, los niveles arqueológicos se atribuyen a una fase templada del estadio 3 de isótopos de oxígeno.

## Herramientas de piedra
La industria de herramientas de piedra de materias primas locales procedentes de las formaciones aluviales del río Neste, como cuarcitas, liditas, cineritas y esquistos, se considera de calidad mediocre. El sílex, tal y como se encuentra en los sedimentos culturales, está ausente de forma natural en el entorno inmediato y debe haber sido importado de varias fuentes. La cantera de sílex más explotada es el flysch de Montagaillard, situado a 40 km, en la comunidad de Hibarette, en la región de Montgaillard. Este sílex flysch es de buena calidad y se encuentra en lascas de diferentes tamaños. La presencia de fósiles de Lepidorbitoides en algunos sílex indica fuentes aún más lejanas, situadas en la provincia de Béarn, a más de 100 km de distancia. Al parecer, los afloramientos de sílex de los Pequeños Pirineos, al noreste, no se utilizaron.
El utillaje es sencillo y consiste principalmente en raspadores y denticulados, la ejecución es a menudo incompleta e irregular. El principal método de producción es la rotura bifacial discoide. Las herramientas y productos de lascado Levallois completo, desechos, subproductos y fragmentos de retoque están presentes en gran número, al igual que las herramientas de martilleo de arenisca y granito, aunque en menor cantidad. La técnica Levallois también está atestiguada en artefactos de corte de cuarcita, esquisto o lidita, productos de superficie paralela regular y talones facetados. Cabe destacar el descubrimiento de una cuchilla de dos caras.

## Fósiles

### Fauna
La cueva de Noisetier ha proporcionado más de 10.000 fósiles de grandes animales y otros 80.000 restos determinables de pequeños roedores. Predominan las especies de montaña, especialmente el rebeco (Rupicapra pyrenaica) y la cabra montés (Capra pyrenaica pyrenaica), seguidas del ciervo y los grandes bovinos. Se documentan cantidades moderadas de fósiles de carnívoros de oso de las cavernas (Ursus spelaeus), zorro rojo (Vulpes vulpes), leopardo y dhole (Cuon alpinus).
Un estudio tafonómico concluyó la existencia de distintos tipos de acumulaciones de huesos de grandes animales por diferentes agentes. Los fósiles de ciervo rojo (Cervus elaphus) y bovino con marcas de carnicería son extremadamente abundantes, mientras que las marcas de carnívoros son escasas. Ningún hueso de ciervo está digerido, mientras que casi la mitad de los huesos muestran interferencias humanas. Los neandertales son responsables de la mayor parte de los ciervos y los bóvidos y de una parte considerable de los fósiles de rebeco e íbice, algunos de los cuales fueron carroñeados en segundo lugar por carnívoros. El estudio también permite favorecer la hipótesis de la extracción por los neandertales de la grasa contenida en los tejidos esponjosos de los huesos de ciervo. En los conjuntos de rebecos, se investigaron 482 fósiles y se interpretaron las marcas de depredación no humanas. Los quebrantahuesos (Gypaetus barbatus), que debieron ocupar el yacimiento durante la ausencia de los neandertales, acumularon un alto porcentaje de los huesos de rebeco y en menor medida los de íbice. Los dientes y huesos de dhole (Cuon alpinus) son los más numerosos entre los carnívoros. Los dientes de leche sugieren que Cuon alpinus albergó a sus crías en el yacimiento. Un estudio de 2013 concluyó que los dholes contribuyeron a la composición actual de los fósiles animales, aunque se sigue debatiendo hasta qué punto.

### Microfauna
Los estudios sobre la microfauna, muy abundante y relativamente homogénea en toda la secuencia, además de confirmar el clima interglaciar durante la secuencia estratigráfica, han aportado un conjunto independiente de descubrimientos. De los más de 80.000 restos de especies de roedores identificados, cabe destacar: Arvicola terrestris, Mimomys pyrenaicus, Mimomys salpetrierensis, y el desmán o rata almizclera de los Pirineos (Galemys pyrenaicus).
Con el descubrimiento de Mimomys salpetrierensis, se ha puesto en tela de juicio la antigua hipótesis de definir el Pleistoceno inferior y el Pleistoceno medio mediante la desaparición de Mimomys. Lo mismo ocurre con otras especies, como Pliomys y Allocricetus, que se creían extinguidas durante el Eemiense. Otro ejemplo es la víbora europea (Vipera berus), que evolucionó hacia la víbora Baskian y ocupa actualmente la región cantábrica, y el desmán de los Pirineos (Galemys pyrenaïcus), hallado en forma fósil en el yacimiento. El topillo acuático europeo (Arvicola terrestris) conservó un enclave local, mientras que el resto de la población se orientó hacia Asia.
Otros estudios sugieren que el género Nemausia, nomen nudum, es idéntico al género Mimomys. Mimomys pyrenaicus november. sp. fue identificada como una nueva especie, que completa el linaje de Mimomys entre Mimomys salpetrierensis y Mimomys blanci y confirma también que los Pirineos sirvieron de refugio a especies que hoy son endémicas.

### Restos humanos
El yacimiento ha proporcionado tres reliquias dentales. Según los rasgos morfológicos y métricos, estos dientes encajan en la variabilidad del Neandertal. Los dientes presentan un desgaste importante de la corona y raíces incompletas como las de un niño de 5 a 10 años. Según la variabilidad actual y el hecho de que se hayan descubierto en el mismo sector y en el mismo nivel, podrían corresponder al mismo individuo.

## Carácter del sitio
Las cuestiones relativas a la función del yacimiento están en el centro de las investigaciones llevadas a cabo desde 2004. ¿Cuáles eran las razones por las que los grupos neandertales querían frecuentar el medio montañoso? Marcados contrastes climáticos e importantes diferencias de altitud, el medio montañoso se considera generalmente como limitante para los grupos de cazadores-recolectores paleolíticos. La hipótesis inicial de un yacimiento vinculado a un campamento de caza para la caza de montaña se puso en entredicho. Se caza preferentemente ciervo, aunque esta especie no es típica de un entorno de montaña. La presencia de incisivos humanos juveniles indica que el yacimiento no era frecuentado exclusivamente por grupos de cazadores adultos. El cuestionamiento de la interpretación clásica como coto de caza plantea más interrogantes de los que resuelve y, en el estado actual de la investigación, la ocupación musteriense de la gruta tampoco encuentra una explicación sencilla. Podría haber servido de lugar de hábitat temporal o de etapa para desplazarse a la vertiente sur de los Pirineos o para la explotación de determinados recursos minerales, pero todo ello sigue siendo difícil de demostrar. En el estado actual de la investigación, sólo se pueden proponer hipótesis para explicar la ocupación musteriense de la cueva de Noisetier.